# Волендам (футбольний клуб)
«Волендам» (нід. FC Volendam) — футбольний клуб з села Волендам, Нідерланди. Виступає в Ередивізі, найвищій футбольній лізі Нідерландів, після підвищення у сезоні 2024—25. Заснований 1 червня 1920 року під назвою «Вікторія», нинішню назву команда отримала в 1923 році.
Клуб має репутацію heen-en-weer club ("клуб вперед-назад") завдяки численним підвищенням і пониженням у класі між першим і другим рівнями нідерландського футболу. Вони здобули рекордні десять підвищень до Ередивізі. «Волендам» також дійшов до двох фіналів Кубка Нідерландів — у 1957—58 та 1994—95 роках, які закінчилися поразками від двох роттердамських клубів, «Спарти» та «Феєнорда» відповідно.

## Історія
Клуб був заснований 1 червня 1920 року під назвою «Вікторія». У той час команда виступала в червоно-чорних смугастих сорочках і чорних трусах. У 1923 році команда була перейменована в «Волендам», у клубу також змінився і колір форми, на помаранчевий колір. У зв'язку з тим, що клуб знаходився в католицькомі селі Волендам, команда досить скоро приєдналася до Католицької футбольної асоціації Нідерландів.

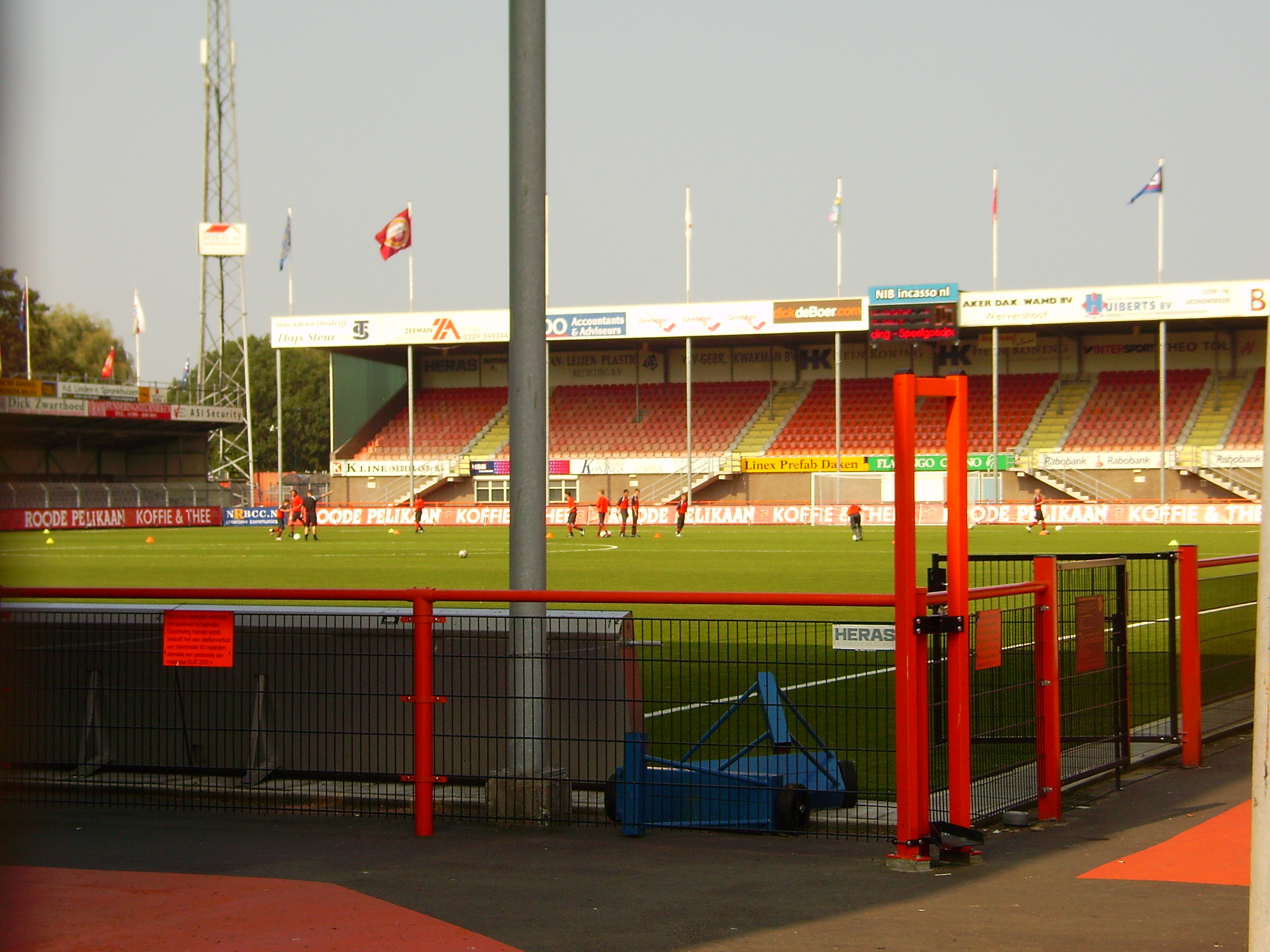
Стадіон «Крас»

У 1935 і 1938 році «Волендам» вигравав чемпіонат Католицької футбольної асоціації Нідерландів. У роки Другої світової війни клуб був змушений приєднатися до Королівської футбольної федерації Нідерландів. В 1955 році «Волендам» вступив у Вищий дивізіон Нідерландів, який отримав статус професіональної ліги.
Команда відразу заслужила репутацію клубу-ліфта, який то полишає вищий дивізіон, то знову повертатися, і так протягом усієї історії клубу. Тим не менш протягом багатьох років, клуб славиться своїм вихованцями: «Волендам» «виростив» таких гравців як Вім Йонк, Едвін Зутебір, а також братів Арнольда і Геррі Мюрена. «Волендам» має відмінну програму підготовки молодих гравців.

## Колишні гравці
| - Тон Бланкер - Гармен Верман - Марк де Вріс - Едвін Зутебір - Вім Йонк - Вім Крас - Міхіл Крамер | - Генні Меєр - Ке Моленар - Роберт Моленар - Арнольд Мюрен - Геррі Мюрен - Андре Оєр | - Йоган Пелк - Майкл Рейзігер - Ян Рейтер - Том Сір - Дік Тол - Дік Геллінг |

## Відомі тренери
| - Кор ван дер Гарт (1983–84) - Лео Бенгаккер (1984–85) - Ерні Брандтс (2005–06) | - Стенлі Мензо (2006–08) - Едвард Стюрінг (2009–10) - Вім Йонк (2019-) |

## Досягнення
- Еерстедивізі
  - Переможець (6): 1959, 1961, 1967, 1970, 1987, 2008, 2024–25